# Station Clonsilla
Station Clonsilla  is een spoorwegstation in Clonsilla in het  Ierse graafschap Dublin. Het station ligt aan de lijn Dublin - Sligo en aan de Docklandslijn richting de M3. 
Het station wordt niet bediend door de intercity tussen Dublin en Sligo, maar alleen door de forensentreinen die rijden tussen Maynooth en Dublin en tussen de M3 en Dublin-Docklands .In de spits rijden twee treinen per uur, buiten de spits een per uur. De Docklandslijn rijdt alleen op werkdagen.